# Hydaticus sobrinus
Hydaticus sobrinus är en skalbaggsart som beskrevs av Aubé 1838. Hydaticus sobrinus ingår i släktet Hydaticus och familjen dykare. Inga underarter finns listade i Catalogue of Life.